# Victoria Falls
Victoria Falls – miasto w Zimbabwe, w prowincji Matabeleland Północny, położone w sąsiedztwie Wodospadów Wiktorii na rzece Zambezi, wyznaczającej w tym miejscu granicę z Zambią. W 2012 roku liczyło 33 660 mieszkańców.
Miasto rozwinęło się w następstwie budowy linii kolejowej i mostu Victoria Falls Bridge w 1905 roku. Współcześnie jest znaczącym ośrodkiem turystyki; w jego sąsiedztwie funkcjonuje zambijsko-zimbabweńskie przejście graniczne. Nieopodal, po stronie zambijskiej znajduje się miasto Livingstone.

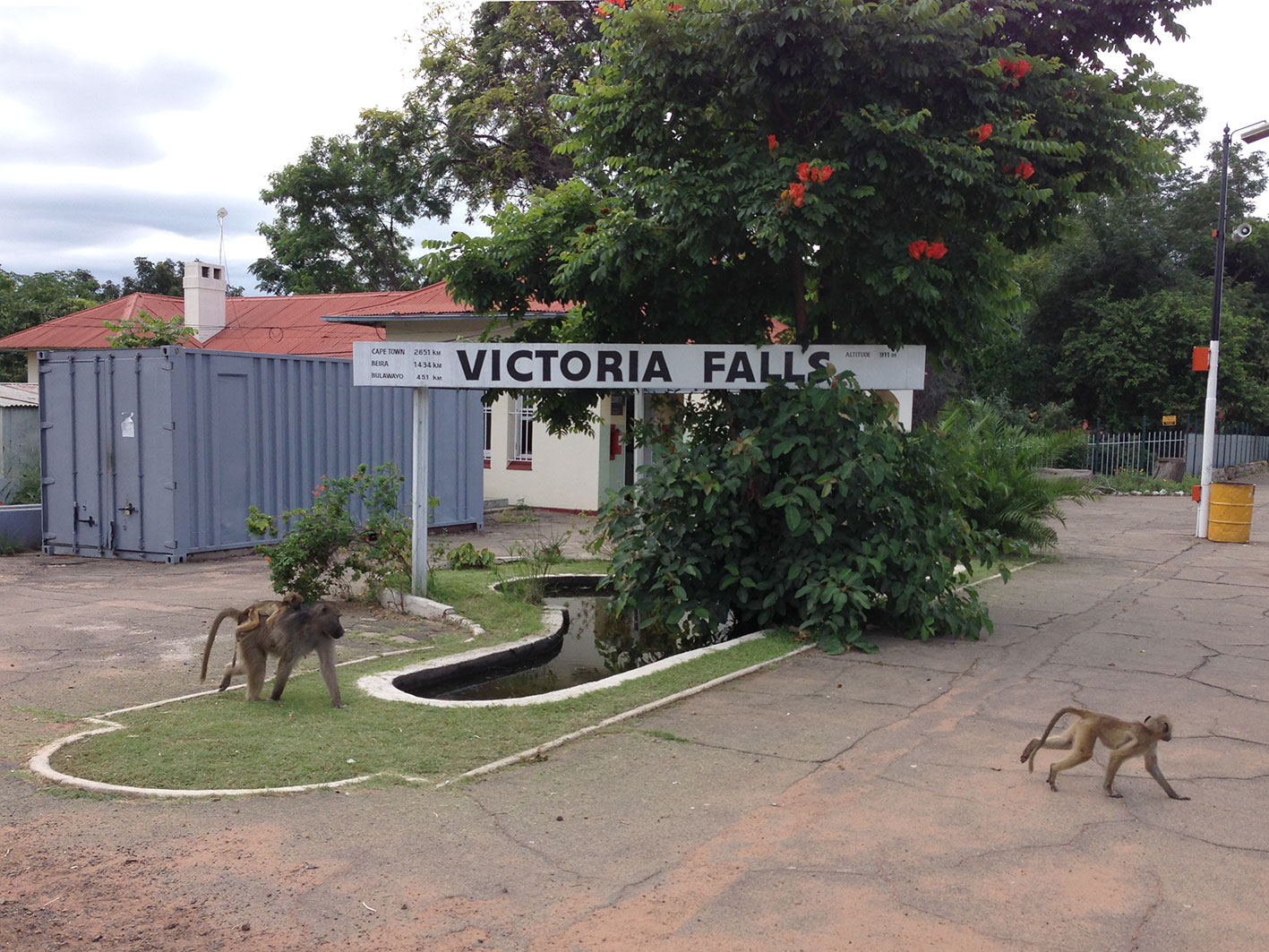
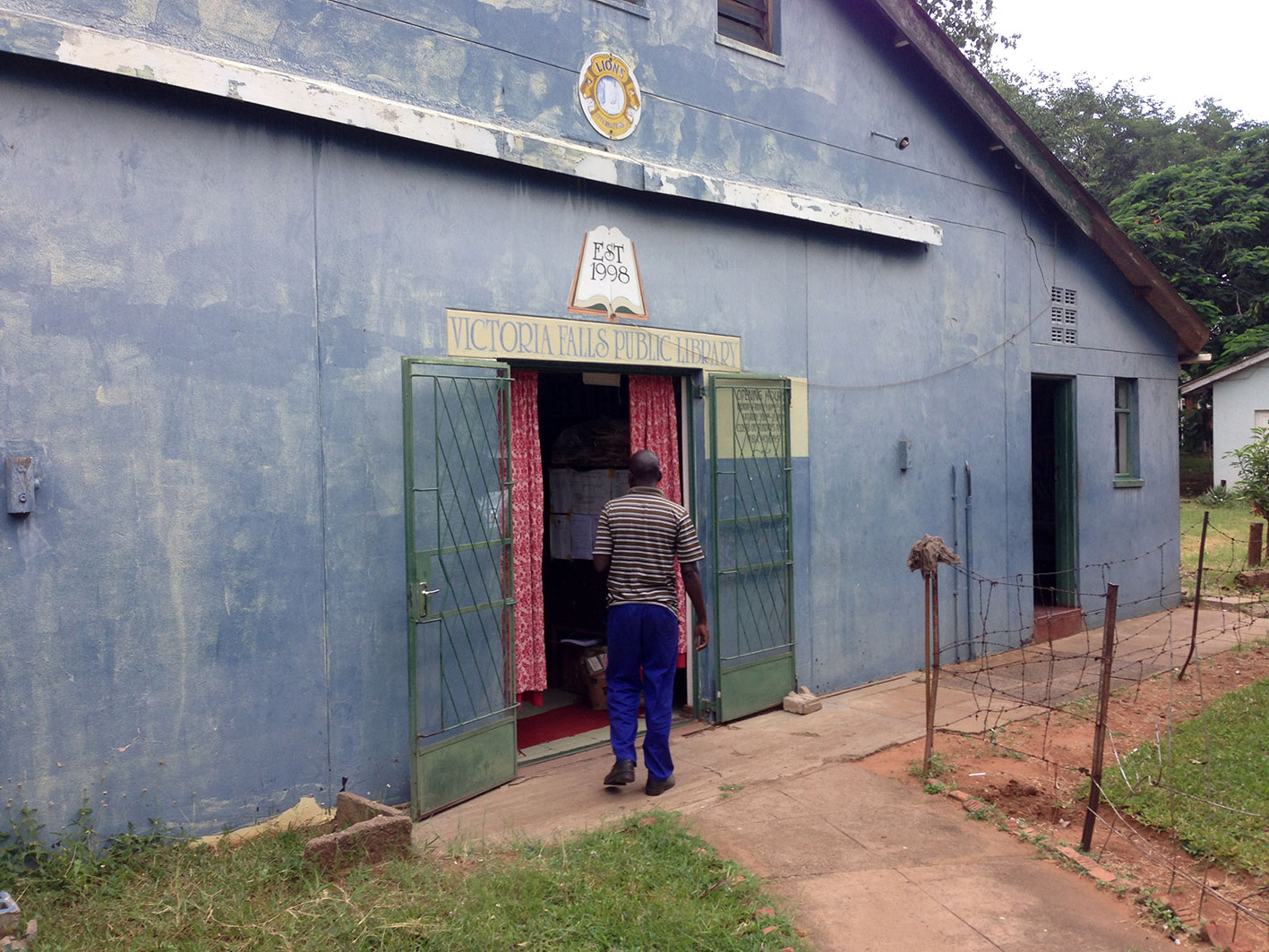
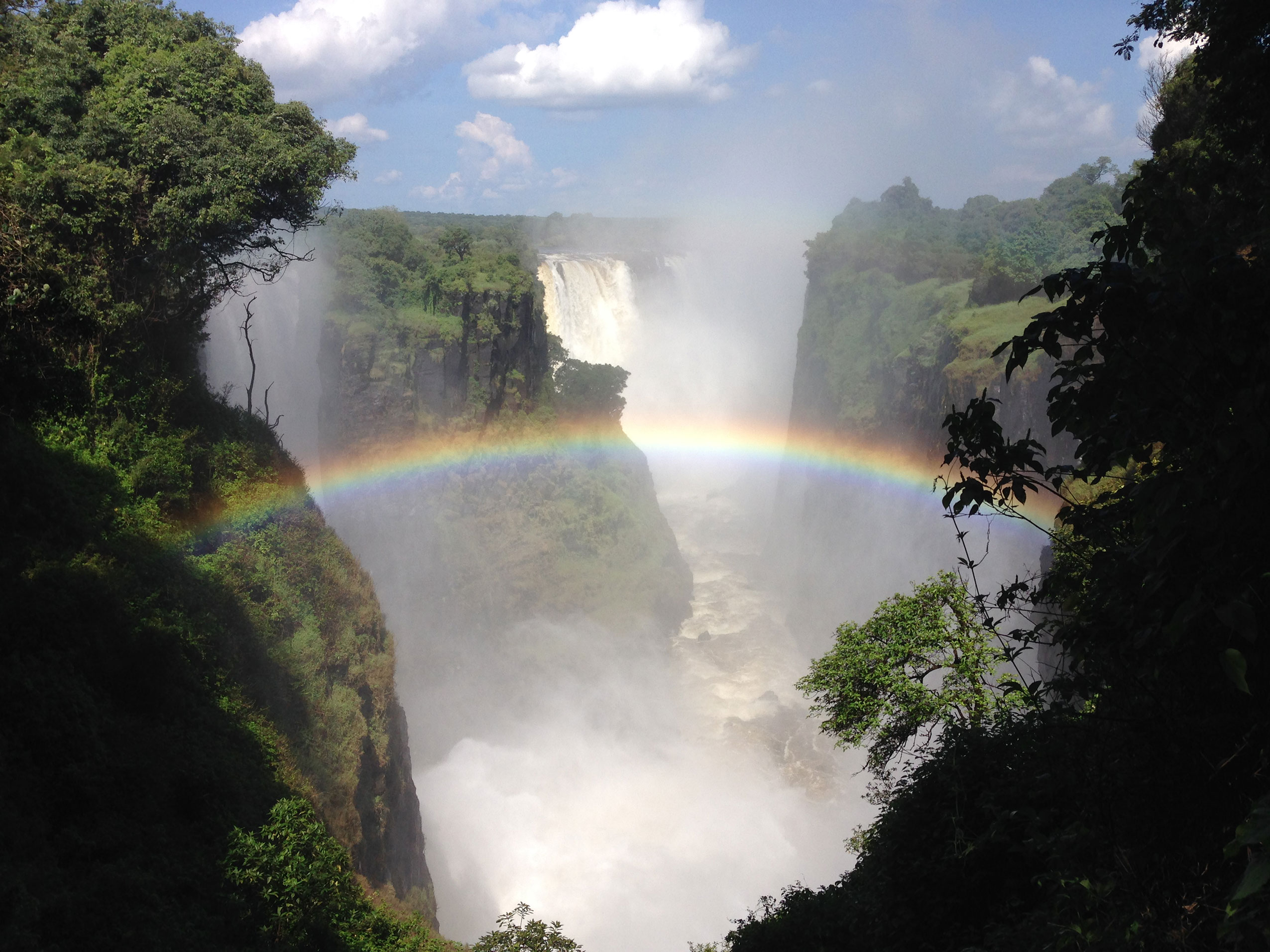